# Keven Schlotterbeck
Keven Schlotterbeck (* 28. April 1997 in Weinstadt) ist ein deutscher Fußballspieler. Der Innenverteidiger steht beim FC Augsburg unter Vertrag.

## Karriere

### Vereine
Schlotterbeck spielte bis 2012 in der Jugend der Stuttgarter Kickers und wechselte dann in die U17 der TSG Backnang 1919. Zwei Jahre später wechselte er in die U19 des VfL Kirchheim/Teck, wo er jedoch nur ein Jahr blieb, bevor er zur TSG Backnang zurückkehrte. Nach zwei Jahren in der Verbandsliga wechselte er 2017 zur zweiten Mannschaft des SC Freiburg, mit der er in der Regionalliga Südwest spielte. Ein Jahr später wurde er in den Profikader des SC Freiburg berufen, verpasste aber aufgrund einer Bänderverletzung die Saisonvorbereitung. Am 3. Februar 2019 absolvierte er sein Profidebüt, als er im Spiel beim VfB Stuttgart (2:2) für Manuel Gulde eingewechselt wurde. Anschließend bestritt er, mitunter aufgrund Verletzungsproblemen bei den Innenverteidigern Manuel Gulde und Philipp Lienhart, acht Spiele in Folge über die volle Spielzeit.
Zur Saison 2019/20 wechselte Schlotterbeck auf Leihbasis für ein Jahr zum Bundesligaaufsteiger 1. FC Union Berlin. Dort konnte er sich in der Innenverteidigung zur Rückrunde einen Stammplatz erkämpfen und hielt mit dem Verein die Klasse.
Nachdem Schlotterbeck in der Saison 2022/23 bis zur Winterpause in der Liga nur zu zwei Kurzeinsätzen gekommen war, wechselte er Anfang Januar 2023 bis zum Saisonende auf Leihbasis zum abstiegsbedrohten Ligakonkurrenten VfL Bochum. Er kam in 13 Ligaspielen zum Einsatz, stand 8-mal in der Startelf und erzielte 2 Tore. Die Mannschaft von Thomas Letsch schaffte schließlich auf dem 14. Platz den Klassenerhalt.
Zur Saison 2023/24 kehrte Schlotterbeck zunächst zum SC Freiburg zurück. Nachdem er am 1. Spieltag nicht zum Einsatz gekommen war, wechselte er erneut bis zum Saisonende auf Leihbasis zum VfL Bochum.
Im Sommer 2024 wechselte er zum FC Augsburg und unterschrieb dort einen Vertrag bis 2027.

### Nationalmannschaft
Anfang Juli 2021 wurde Schlotterbeck von Stefan Kuntz für den Kader der deutschen Olympiaauswahl für das Fußballturnier der Olympischen Sommerspiele 2021 nachnominiert.

## Erfolge
- Meister der Verbandsliga Württemberg und Aufstieg in die Oberliga Baden-Württemberg: 2017

## Sonstiges
Kevens Onkel Niels war ebenfalls als Fußballprofi aktiv und spielte unter anderem für die Stuttgarter Kickers, den SC Freiburg, Hansa Rostock und Hannover 96 in der 1. und 2. Bundesliga. Sein jüngerer Bruder Nico und seine Cousins Marcel und Marvin Zimmermann (* 1999) sind ebenfalls Fußballspieler.